# Torn (system WRE)
Torn (ros. Торн) – rosyjski system wywiadu elektronicznego.

## Opis
System jest przeznaczony do automatycznego wyszukiwania, analizy i rejestracji sygnałów w zakresie 1,5-3000 MHz. W zakresie VHF dysponuje zasięgiem do 30 km, w zakresie HF do 70 km. Źródła wrogiej emisji są wykrywane metodą goniometryczną. System może działać samodzielnie lub w parze z innym pojazdem tego samego typu. 
Wyposażenie systemu jest umieszczone w kontenerze zabudowanym na podwoziu ciężarówki KamAZ 5350. Zapewnia szybkość skanowania pasma HF 90 Mhz/s, pasma VHF 500 MHz/s. Dokładność pomiaru wynosi w paśmie HF 1,5-3°, w paśmie UKF 1-5°. Przejście do pozycji bojowej zajmuje obsłudze 30 minut, a powrót do pozycji marszowej 15 min.  

## Użycie
W 2012 r. system został wprowadzony na wyposażenie jednostek Południowego Okręgu Wojskowego. W bazie Sił Zbrojnych Federacji Rosyjskiej w Tambowie rozpoczęto szkolenie personelu do jego obsługi. Pojazd systemu, pochodzący z 20. Brygady Strzelców Zmotoryzowanych, zidentyfikowano w sierpniu 2015 r. w rejonie Doniecka. 
W maju 2019 r. system został wprowadzony na wyposażenie jednostek 2 Gwardyjskiej Armii Ogólnowojskowej Centralnego Okręgu Wojskowego. Po raz kolejny obecność systemu w rejonie Donbasu potwierdzono w czerwcu 2019 r., kiedy to został wykryty w rejonie wsi Nowogrigoriewka. W lipcu 2019 r. odnotowano obecność systemu w rejonie Donbasu, Siły Zbrojne Ukrainy zgłosiły zniszczenie jednego pojazdu w rejonie wsi Majorowo. 